# La venganza de la pantera rosa
Revenge of the Pink Panther (La venganza de la pantera rosa en español) es una película británico-estadounidense de 1978, dirigida por Blake Edwards e interpretada por Peter Sellers, Herbert Lom, Burt Kwouk, Dyan Cannon y Robert Webber.
Fue la última de una serie de cinco que protagonizó en vida Peter Sellers como Jacques Clouseau, si bien Tras la pista de la Pantera Rosa (1982), fue publicada póstumamente y se utilizaron mayoritariamente escenas descartadas de la película La Pantera Rosa ataca de nuevo (1976) en las que aparecía el fallecido actor británico.

## Argumento
El inspector Clouseau (Peter Sellers) está en la mira de un narcotraficante francés Philippe Douvier (Robert Webber) quien, para demostrarle su poder a un mafioso italiano al estilo de El padrino, mata a Clouseau, o eso cree él, ya que minutos antes de que sus hombres ametrallaran el automóvil de Clouseau un asaltante trasvesti se lo roba, siendo éste el asesinado. Aprovechando que el mundo lo cree muerto, Clouseau investiga quién planeó su muerte, ayudado por su sirviente Cato (Burt Kwouk) y por la examante de Philippe Douvier, Simone Legree (Dyan Cannon). El inspector Dreyfus (Herbert Lom), ya curado totalmente de su locura, es enviado a arrestar a los asesinos de Clouseau quien, para enloquecerlo nuevamente, se le aparece repentinamente dos veces, una en el velorio de Clouseau y otra en Hong Kong, lugar de encuentro entre el narcotraficante francés y el mafioso italiano. Todos los enemigos de Clouseau reciben las consecuencias de sus investigaciones. Finalmente es condecorado por sus servicios a Francia por el mismísimo presidente de la nación (John Newbury).

## Otros créditos
- Productor ejecutivo: Tony Adams
- Productor asociado: Derek Kavanagh y Ken Wales
- Diseño de producción: Peter Mullins
- Director de producción: John Comfort
- Director de la segunda unidad: Anthony Squire
- Asistente de dirección: Terry Marcel
- Director artísticoBenjamín Fernández y John Siddall
- Decorados: Jack Stephens
- Casting: James Liggat
- La película fue rodada en tecnicolor.